# William Edmondstoune Aytoun
William Edmondstoune Aytoun FRSE (Edimburgo, 21 de junho de 1813 – Elgin, Moray, 4 de agosto de 1865) foi um advogado e poeta escocês.

## Juventude
Nascido em Edimburgo, Aytoun era o filho único de Joan Keir (morta em 1861) e de Roger Aytoun (morto em 1843), um solicitor (figura típica do sistema jurídico de common law), e tinha parentesco com o poeta Robert Aytoun (1570–1638). De sua mãe, uma mulher culta, ele herdou desde cedo o gosto pela literatura (incluindo a poesia medieval), as preferências políticas, e a admiração pela Casa de Stuart. Com a idade de onze anos, foi enviado para a Academia de Edimburgo, e de lá para a Universidade de Edimburgo.
Em 1833, Aytoun passou alguns meses em Londres com a intenção de estudar Direito, porém, em setembro do mesmo ano foi morar em Aschaffenburg, onde permaneceu até abril de 1834, dedicando-se com entusiasmo ao estudo da literatura alemã. Depois disso, retomou seus estudos jurídicos no escritório de advocacia de seu pai, foi admitido como solicitor em 1835, e cinco anos mais tarde recebeu o certificado de advogado escocês. Sua primeira publicação — um volume intitulado Poland, Homer, and other Poems, no qual ele expressou seu grande interesse pela Polônia — foi lançado em 1832.

## Literatura

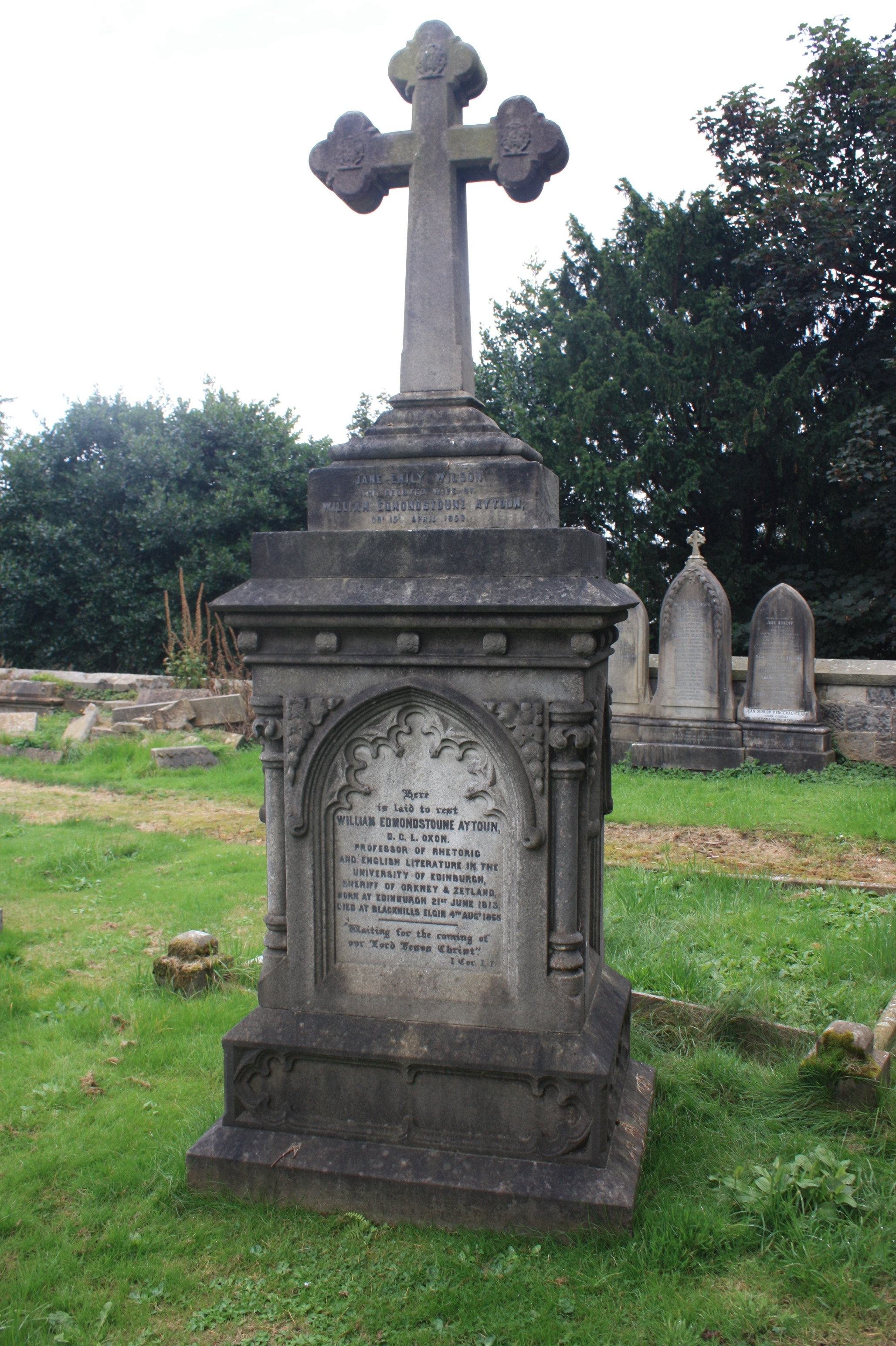
Sepultura de William Aytoun, no cemitério de Dean.

Nos meses em que passou na Alemanha, Aytoun fez uma tradução em versos brancos da primeira parte de Fausto; porém, nunca chegou a publicá-la. Em 1836, fez suas primeiras contribuições para a Blackwood's Magazine, traduções de poemas de Johann Uhland, e a partir de 1839 até sua morte, fez parte do quadro de funcionários da Blackwood's.
Nesse periódico foi publicada a maioria de suas histórias engraçadas em prosa, tais como: The Glenmutchkin Railway; How I Became a Yeoman e How I Stood for the Dreepdaily Burghs. Na mesma revista surgiu sua principal obra poética, Lays of the Scottish Cavaliers, e um romance, em parte autobiográfico, Norman Sinclair.
Em 1841, Aytoun tornou-se muito amigo do poeta, biógrafo, e tradutor escocês Theodore Martin, e em associação com este escreveu uma série de artigos humorísticos sobre as modas e as loucuras daquele tempo, em que foram intercalados os versos que depois se tornaram a popular Bon Gaultier Ballads (1855).
Outro trabalho foi Firmilian, a Spasmodic Tragedy (1854), sob o pseudônimo de T. Percy Jones, com a intenção de satirizar um grupo de poetas e críticos, entre eles: George Gilfillan, Sydney Thompson Dobell, Philip James Bailey e Alexander Smith, e dois anos depois publicou seu Bothwell, a Poem.
Sua fama como poeta é baseada principalmente em Lays of the Scottish Cavaliers (1848). Em 1845, foi nomeado professor de Retórica e belles lettres na Universidade de Edimburgo. Suas palestras atraíram um grande número de alunos, crescendo de 30 em 1846 para 1.850 estudantes em 1864. Sua prestação de serviços de apoio ao partido Tory, especialmente durante os graves distúrbios decorrentes da aprovação das Corn Laws em 1815, recebeu oficial reconhecimento com a sua nomeação (1852) como xerife das Órcades e Shetland.
Entre seus outros trabalhos literários está uma "Coleção das Baladas da Escócia" (1858), uma tradução dos "Poemas e Baladas de Goethe", produzidos em cooperação com seu amigo Martin Theodore (1858), um pequeno volume sobre a "Vida e os Tempos de Ricardo I" (1840), escrito para a Family Library. Em 1860 Aytoun foi eleito presidente honorário das Sociedades Associadas da Universidade de Edimburgo.
Em 15 de abril de 1859, Aytoun perdeu sua primeira esposa, Jane Emily Wilson, filha mais nova do escritor John Wilson (Christopher Norte), com quem se casou em abril de 1849, e este foi um duro golpe para ele. Sua mãe morreu em novembro de 1861, e sua própria saúde começou a enfraquecer. Buscou alívio no trabalho duro, mas a vida para ele tinha desde então perdido muito de seu entusiasmo. Sem ter filhos, sua solidão tornou-se insuportável, e em dezembro de 1863 Aytoun se casou com Fearnie Jemima Kinnear. Mas a essa altura sua saúde estava seriamente abalada, e em 4 de agosto de 1865 morreu em Blackhills, perto de Elgin, para onde tinha ido passar o verão na esperança de recuperar sua saúde. Foi sepultado na seção sul do cemitério de Dean em Edimburgo.